# 安德烈·卢卡诺夫

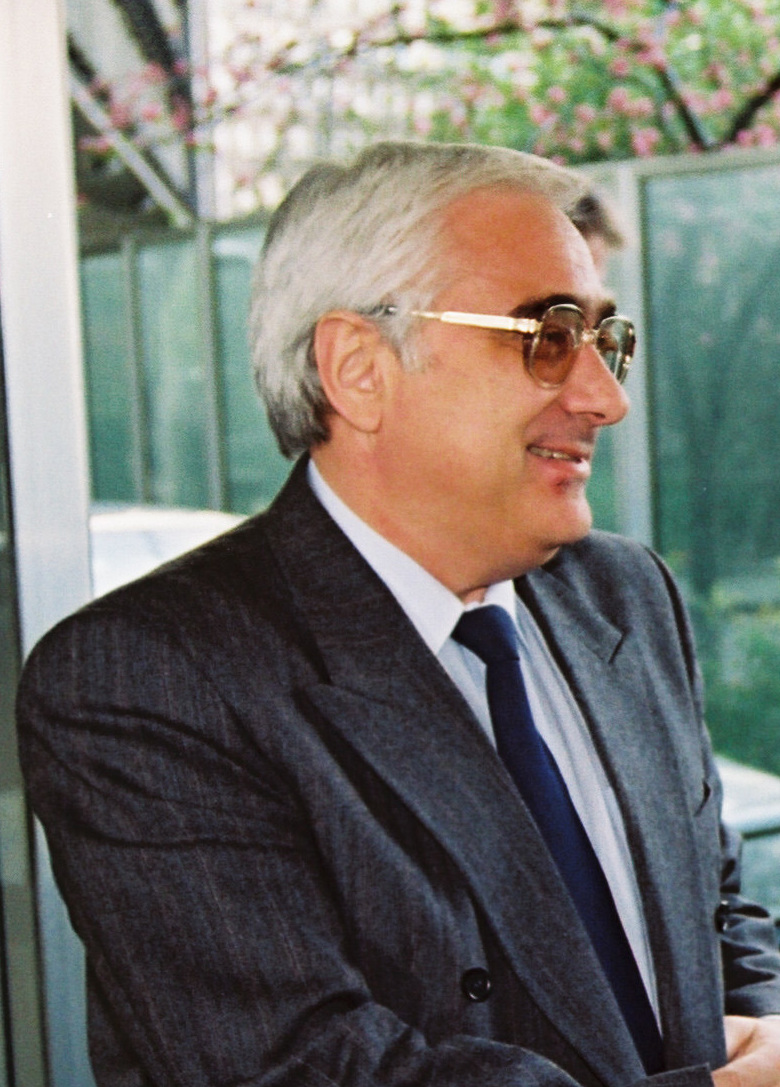
安德烈·卢卡诺夫

安德烈·卡尔洛夫·卢卡诺夫（發音：[ɐnˈdrɛj ɫuˈkanof]；1938年9月26日—1996年10月2日），保加利亚政治人物，1990年2月3日-12月7日担任保加利亚部长会议主席。

## 生平
卢卡诺夫出生于苏联莫斯科，保加利亚共产党流亡者卡尔洛·卢卡诺夫（Karlo Lukanov）(1897-1982)之子。1944年保加利亚共产党执政后，卢卡诺夫一家回到保加利亚，他的父亲1956年到1961年担任外交部长。
1963年安德烈开始从事外交工作，代表保加利亚出席联合国和经互会会议。1987年他被提拔为外国经济事务部长，1989年辞职，并参与推翻长期领导人托多尔·日夫科夫的运动。他成为共产党中改革派的主要成员，1990年2月3日到12月7日担任保加利亚最后一任共产党总理，他的任期期间充斥着腐败、巨大的消费品赤字和内乱。
1992年卢卡诺夫被指控挪用公款而被捕入狱，但不久就被赦免。他继续参与保加利亚社会党的政治活动，1996年10月卢卡诺夫在保加利亚首都索菲亚的公寓外遭暗杀。他被击中头部和胸部，一名持枪歹徒逃离，未被捕获。卢卡诺夫被谋杀的动机尚不清楚，但是一个共同的理论是，他是被一个政治或商业上的敌人派的刺客刺杀。
一些人认为卢卡诺夫仍然活着，前社会党成员Mihail Mihailov说卢卡诺夫后来接受整容手术改名换姓躲藏起来。
保加利亚建筑承包商——瓦西列夫（Angel Vassilev）被指控组织卢卡诺夫的谋杀。经过长时间的审判，上诉法院宣布所有被告无辜。